# Herblinghausen
Herblinghausen is een plaats in de Duitse gemeente Sundern (Sauerland), deelstaat Noordrijn-Westfalen.